# Ato de Navegação
Atos de Navegação foram leis inglesas criadas a partir de 1651 para controlar o comércio marítimo e fortalecer a marinha mercante. Exigiam que mercadorias importadas para a Inglaterra ou suas colônias fossem transportadas em navios ingleses ou do país de origem dos produtos. Essas medidas visavam limitar a concorrência estrangeira, especialmente dos holandeses, e consolidar o modelo mercantilista britânico.

### Os Atos

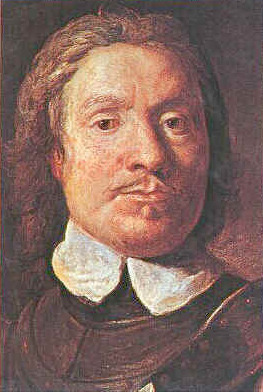
Oliver Cromwell

Em 1651, a promulgação dos Atos de Navegação (Acts of Trade and Navigation), durante o governo republicano de  Oliver Cromwell, representou uma medida decisiva para o fortalecimento econômico da Inglaterra, consolidando o modelo mercantilista britânico ao favorecer tanto a indústria naval quanto os interesses dos mercadores ingleses. 
Os Atos de Navegação consistiram em um conjunto de leis que restringiam o uso de embarcações estrangeiras no comércio entre a Inglaterra e suas colônias, estabelecendo que o transporte de mercadorias destinadas à Inglaterra ou às suas colônias deveria ser realizado exclusivamente por navios britânicos ou por embarcações pertencentes ao país de origem das mercadorias. O objetivo central dessa legislação era eliminar a concorrência estrangeira, sobretudo a holandesa, que, à época, dominava o comércio marítimo internacional. Diante desse cenário, em 1651, o Ato de Navegação, que foi posteriormente complementado por novas disposições, como a exigência de que, no mínimo, um terço da tripulação dos navios comerciais fosse composta por britânicos, incluindo o capitão.

### Contexto Histórico Internacional
O domínio comercial dos Países Baixos era sustentado pela robusta frota mercante holandesa, cuja capacidade permitia acessar qualquer parte do mundo, gerando elevados lucros concentrados, em grande medida, na cidade de Amsterdã, reconhecida então como um dos principais centros financeiros globais. Nesse contexto, a República Holandesa se destacava como a principal potência econômica mundial do século XVII.
Paralelamente, a Inglaterra encontrava-se em processo de consolidação de seu poderio marítimo. Enquanto Portugal e Espanha, pioneiros na expansão ultramarina, não conseguiram administrar de forma eficiente os recursos provenientes do Novo Mundo, a Inglaterra estruturou e fortaleceu suas frotas tanto para fins comerciais quanto militares. Os recursos obtidos nas colônias foram aplicados no fortalecimento econômico do país, cuja expansão passou a depender fundamentalmente do comércio internacional.
A rivalidade entre Inglaterra e Holanda intensificou-se, uma vez que ambas disputavam a hegemonia do comércio marítimo global. A Inglaterra era a única potência capaz de enfrentar a superioridade naval holandesa naquele momento, o que levou inevitavelmente ao confronto direto entre as duas nações.

### Reação Internacional

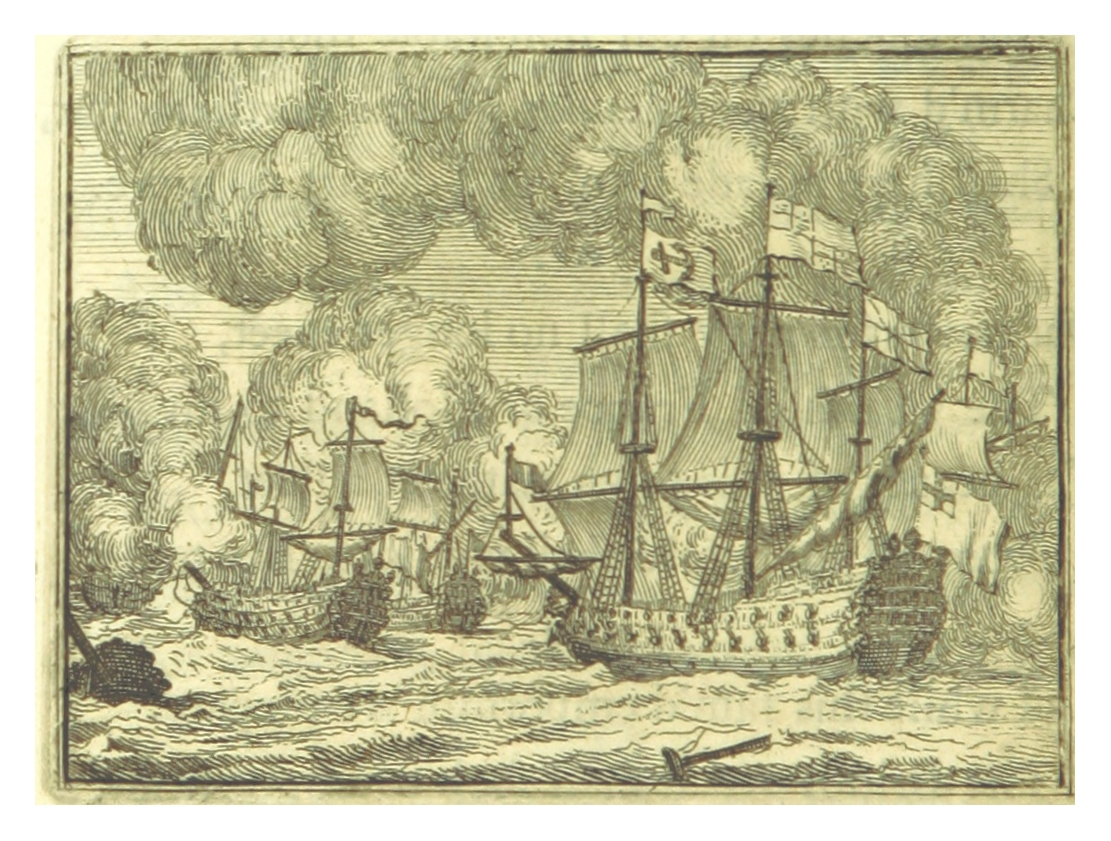
Batalha naval da Segunda Guerra Anglo-Holandesa (1666)

A reação internacional à promulgação dos Atos foi imediata. Embora diversos países discordassem da medida, a maioria não possuía capacidade militar para contestá-la. A exceção foi a Holanda, que, em resposta, declarou guerra à Inglaterra. O conflito, conhecido como a Primeira Guerra Anglo-Holandesa (1652–1654), resultou na vitória inglesa, consolidando sua supremacia no comércio marítimo.
Com a vitória, a Inglaterra acelerou seu processo de industrialização, fortalecendo sua economia a ponto de, posteriormente, não depender mais de forma tão rígida das restrições impostas pelos Atos de Navegação.

### Leis inglesas precedentes
Alguns princípios da legislação mercantil inglesa são anteriores tanto à aprovação do Ato de Navegação de 1651 quanto ao estabelecimento das primeiras possessões ultramarinas da Inglaterra. Uma lei de 1381, aprovada sob o reinado de Ricardo II, determinava que, "para aumentar a marinha da Inglaterra, nenhum bem ou mercadoria poderia ser exportado ou importado, exceto em navios pertencentes aos súditos do rei.". As cartas patentes concedidas aos irmãos Caboto por Henrique VII em 1498 estipulavam que o comércio resultante de suas descobertas deveria ser feito com a Inglaterra (especificamente com a cidade de Bristol). Henrique VIII estabeleceu um segundo princípio por meio de lei: que os navios deveriam ser construídos na Inglaterra e que a maioria da tripulação deveria ser composta por ingleses de nascimento. A legislação durante o reinado de Elizabeth I também abordou essas questões, resultando em um grande aumento na marinha mercante inglesa. Pouco depois de terem sido feitos os primeiros assentamentos na América, esses requisitos ilustram claramente a teoria inglesa da época sobre o controle governamental do comércio marítimo.

### Leis protecionistas semelhantes
As metrópoles europeias se utilizaram fartamente de leis similares fazendo parte intrínseca da organização colonial.  
Portugal aplicava o que se denominou "exclusivo comercial metropolitano" que é tão antigo quanto os primeiros domínios ultramarinos de Portugal nos reinados de Dom Afonso V e de Dom João II, no século XV, lei confirmada nas ordenanças filipinas e manuelinas nas cortes de Tomar em 1581.
A Espanha também aplicava tal regra protecionista em suas colônias, em 1503 foi redigida o ordenamento conhecido como Casa de Contratação, que dentre outras coisas definia a exclusividade de comércio entre a metrópole as colônias, naquela época, americanas. Leis posteriores expandiriam a exclusividade de comércio às colônias não americanas do Império Espanhol. 
A Holanda também tinha sua maneira de proteger suas possessões ultramarinas aos comerciantes metropolitanos. No entanto, a forma estabelecida foi através de empreendimentos privados, que, similarmente, forçavam a exclusividade de comércio das localidades dominadas com essas empresas. As duas empresas focais eram a Companhia das Índias Ocidentais (WIC - West India Company, 1621) e a Companhia das Índias Orientais (VOC - Vereenigde Oostindische Compagnie, 1602).

A França inicia seus regramentos de restrição ao comércio a outras nações com suas colônias com a Carta de 1604. As normativas iniciais, como a de 1604, foram focadas em empresas privadas e por tempo determinado, mas depois evoluíram para o que se tornaria o sistema do "Exclusif" colonial francês.
1. ↑  BEVAN, V. (1986). The Development of British Immigration Law. [S.l.: s.n.] p. 91
2. ↑  HARPER, Lawrence Averell (1959). The Effect of the Navigation Acts on the Thirteen Colonies. [S.l.: s.n.]
3. ↑  CRAVEN, Wesley Frank (1968). The Colonies in Transition. [S.l.: s.n.]
4. ↑  «Navigation Acts». Enciclopédia Brittanica (em inglês). 30 de maio de 2025. Consultado em 2 de junho de 2025
5. ↑  «Cabot letters Patent, 1496». www.bristol.ac.uk. Consultado em 2 de junho de 2025
6. ↑  Ricupero, Rodrigo (19 de dezembro de 2016). «O ESTABELECIMENTO DO EXCLUSIVO COMERCIAL METROPOLITANO E A CONFORMAÇÃO DO ANTIGO SISTEMA COLONIAL NO BRASIL». História (São Paulo): e100. ISSN 0101-9074. doi:10.1590/1980-436920160000000100. Consultado em 2 de junho de 2025
7. ↑  Nogal, Carlos Álvarez (1 de janeiro de 2003). «Instituciones y desarrollo económico : la Casa de la Contratación y la Carrera de Indias (1503-1790». Consultado em 2 de junho de 2025
8. ↑  Emmer, Pieter (fevereiro de 2014). «The Organisation of Global Trade: the Monopoly Companies, 1600–1800». European Review (em inglês) (1): 106–115. ISSN 1062-7987. doi:10.1017/S1062798713000677. Consultado em 2 de junho de 2025
9. ↑  Pendery, Steven. «French Fortifications in the New World, 1530-1650 (2010a)». First Forts, ed. E. Klingelhofer, pp.41-63. Brill Pub. Consultado em 2 de junho de 2025